# J.P. Jensens Eddike- og Sennepsfabrik
J.P. Jensens Eddike- og Sennepsfabrik var en senneps- og eddikefabrik grundlagt i 1844 af J.P. Jensen (1812-1887). J.P. Jensen blev født i Skanderborg, Nim Sogn. I sine unge år var han staldkarl på Avlsgaarden Lillerupgaard i Skanderborg. Han blev gift med Margrethe Emillie Caroline Kruse,(f. 1819), som han fik mindst 3 børn med. De boede på Christianshavn i København og havde tjenestepige. 
J.P. Jensen begyndte i 1844, som 32 årig, at fremstille eddike i fabrikslokaler på Christianshavn, men i 1860 flyttede virksomheden ind i nyopførte bygninger i Sundbyerne på Amager (nutidens Liflandsgade 15), hvor jordpriserne var lave, og hvor den skarpe lugt ikke kunne genere naboerne, der bestod af spredte bondegårde.
Sønnen J.A. Valdemar Jensen (1855-1933) overtog fabrikken i 1892 og udvidede med sennepsproduktion. Sundbyernes Handelsforening, stiftet 1893 med Hermann Ebert som formand, diskuterede i 1895 grossisters salg til private og påtalte i en skrivelse til Valdemar Jensen, at han sælger til private. Tredje generation, Axel Jensen (1882-?), drev fabrikken fra 1933.
Fabrikken lukkede i 1963, og bygningerne husede derefter flere forskellige virksomheder.
Fabriksanlægget bestod af fem bygninger omkring en lille brolagt gårdsplads: Fabriksbygningen (eddikebryggeriet) fra 1860 i henholdsvis to etager mod øst og tre etager mod vest i bindingsværk. Øverst fandtes en kvist med hejsebom. Mod vest var fabriksbygningen sammenbygget med en vognremise.
Dertil kom en lav beboelsesbygning, ligeledes fra 1860, og en længe med stald, lager, kul- og vaskerum rejst i 1880.
I 1993 nedlagde Boligkommissionen forbud mod beboelse i ejendommen, der aldrig var blevet moderniseret.
Anlægget, der lå som en tidslomme omgivet af høj bebyggelse og som et sjældent eksempel på et bevaret 1. generations industrimiljø, blev udpeget som et af Københavns væsentligste industrimiljøer i 2006. Alligevel blev fabrikken revet ned året efter.